# Desastre aéreo da enseada de Botafogo
O desastre aéreo da enseada de Botafogo ocorreu no dia 8 de novembro de 1940, quando um Junkers Ju 52 da VASP (Voo 4752 da Ponte Aérea Rio São Paulo) foi abalroado por um de Havilland DH.90 Dragonfly da Shell-Mex Argentina sobre a enseada de Botafogo, local onde os dois aparelhos acabaram por cair, matando todos os seus passageiros e tripulantes.

## As aeronaves
O Junkers Ju 52 batizado de Cidade de Santos pertencia a VASP e fazia o Voo 4752 da Ponte área Rio – São Paulo. Transportava 15 passageiros além dos tripulantes, sendo pilotado pelo comandante Julio Fernandes Costa. Já a aeronave de Havilland DH.90 Dragonfly, prefixo LV-KAB – batizada Gavilan, de la selva- pertencia à filial argentina da empresa Shell-Mex & BP . Era pilotado pelo comandante britânico Collin Abbott.

## O acidente
O voo 4752 da VASP havia decolado às 14h30m do aeroporto Santos Dummont e seguia em direção ao Aeroporto de Congonhas em São Paulo, onde chegaria por volta das 15h45 min.
O de Havilland DH.90 Dragonfly, prefixo LV-KAB – Gavilan, de la selva da empresa Shell-Mex & BP estava sobrevoando o Rio de Janeiro acompanhado por uma esquadrilha de aviões argentinos. Participariam das comemorações da Semana da Asa no Fluminense Yacht Club.
Às 14h 35 min se chocou contra o de Havilland DH.90 Dragonfly, prefixo LV-KAB – ‘’ Gavilan, de la selva’’ da empresa Shell-Mex & BP.
Segundo testemunhas, o Dragonfly amarelo executava manobras de aproximação (ou acrobacias) para pousar na pista do Fluminense Yacht Club, quando entrou na rota do Junkers PP SPF da Vasp, tendo atingido sua asa direita que se separou da fuselagem. Após a colisão, ambos os aviões caíram sobre a enseada de Botafogo.
Enquanto que o Junkers 52 caiu na Baia de Guanabara, tendo matado instantaneamente todos os seus passageiros, o de Havilland perdeu o controle atingindo árvores da orla  até seus destroços caírem sobre o prédio de uma mercearia localizado no n° 154 da Praia de Botafogo. O impacto da queda do Dragonfly foi tão forte que o corpo do piloto britânico foi arremessado no pátio do Colégio Juruena.
Entre os passageiros mortos no desastre estavam o médico e cientista Evandro Chagas, o diretor técnico do Departamento de Estatísticas de São Paulo dr. Gustavo Godoy Filho, o cônsul da Noruega em Santos Alexander Stattel Grieg, o diplomata britânico Edouard Pengelly, e o embaixador de Cuba no Brasil, Alfonso Hernández Catá.

## Consequências
Após o acidente foi criada uma comissão de investigação pelo Departamento de Aviação Civil. Foi constatado que a empresa Shell-Mex & BP solicitou autorização para que sua aeronave efetuasse um voo turístico sobre o Rio de Janeiro para participar das comemorações da Semana da Asa, tendo o pedido sido indeferido pelo DAC, conforme despacho publicado no dia 6 de novembro.
Por conta da ineficiência do Departamento de Aviação Civil, seria criado poucos meses depois o Ministério da Aeronáutica que acabaria encampando o DAC e suas atividades.
Naquela época o Aeroporto Santos Dumont não possuía torre de controle, de forma que o controle do tráfego aérea era realizado de forma precária através de uma estação rádio telegráfica da Panair do Brasil. Somente em junho de 1943, o aeroporto teria sua torre de controle implantada.